# 志村友達
『志村友達』（しむらともだち、英: SHIMURA'S FRIENDS）は、フジテレビおよび一部フジテレビ系列局で2020年4月29日（同年4月28日深夜）から2021年3月24日（同年3月23日深夜）まで毎週水曜日 0:55 - 1:25（火曜日深夜・JST）に放送されていたお笑いバラエティ番組。志村けん（開始時点で故人。後述）の冠番組。イザワオフィスによる企画・制作、放送局のフジテレビは編成・広報のみ担当。本稿は当番組終了後放送の志村・ドリフ単発特番についても述べる。

## 概要
『Shimura-X』から『志村でナイト』までの志村けん主演の深夜コント番組 をVTRで振り返り、毎回志村とゆかりの深いゲストを迎え、その撮影の裏側や志村とのエピソードトークを繰り広げる。
MCは前番組『志村でナイト』レギュラー出演者であった柴田英嗣（アンタッチャブル）と大悟（千鳥）が担当。スペシャル版は回によって異なる（後述）。
当初はシリーズ18作目として、志村とゲストによるスタジオや飲食店などでのトークをメインとした番組を予定していたが、2020年3月29日に志村が新型コロナウイルス感染症（COVID-19）による肺炎で急逝。番組の企画も危うく消滅となりかけたが、番組タイトルはそのままに内容を変更してスタート。
2020年5月1日より、過去放送回がFOD、最新回の放映がTVerで、それぞれ最終回翌週（2021年3月31日未明）まで配信が行われた。
2021年3月24日（23日深夜）放送分でレギュラー放送終了。後番組は関東ローカルの場合、ドラマ・アニメ再放送枠となるため、これにより1987年11月16日に開始した『志村けんのだいじょうぶだぁ』から続いた、フジテレビの志村けんレーベルのレギュラーコント番組はゴールデンタイム時代から通算34年の歴史に幕を下ろした。
志村およびドリフのコント番組は当番組の終了後も、同年3月28日（日曜日）19:00 - 21:54（JST）に放送された『春だ!ドリフだ!みんなあつまれ全員集合!』を皮切りに、志村の命日前後などに不定期特番として放送を継続している。

## 出演者
- 志村けん - VTR内のコントの過去作品からライブラリー出演。

### MC
レギュラー放送（深夜）
- 柴田英嗣（アンタッチャブル）
- 大悟（千鳥）

スペシャル放送（ゴールデン）
- 第1回
  - 西山喜久恵（フジテレビアナウンサー）
- 第2回
  - 千鳥（大悟・ノブ）
  - 山崎夕貴（フジテレビアナウンサー）

## ゲスト一覧
（※放送日はいずれもフジテレビに準拠する）
| 回     | 放送日   | ゲスト |
| 2020年 | 2020年   | 2020年 |
| ------ | -------- | --- |
| 01     | 4月29日  | 肥後克広、上島竜兵（ダチョウ倶楽部） |
| 02     | 5月6日   | 肥後克広、上島竜兵（ダチョウ倶楽部） |
| 03     | 5月13日  | 研ナオコ |
| 04     | 5月20日  | 研ナオコ |
| 05     | 5月27日  | 川上麻衣子 |
| 06     | 6月3日   | 川上麻衣子 |
| 07     | 6月10日  | 近藤春菜（ハリセンボン） |
| 08     | 6月17日  | 近藤春菜（ハリセンボン） |
| SP1    | 6月21日  | ザ・ドリフターズ（加藤茶・仲本工事・高木ブー）、柄本明、研ナオコ、 肥後克広、上島竜兵、磯山さやか、渡辺直美、桑野信義、柴田英嗣、大悟                                   |
| 09     | 6月24日  | 肥後克広、上島竜兵（ダチョウ倶楽部） |
| 10     | 7月1日   | 肥後克広、上島竜兵（ダチョウ倶楽部） |
| 11     | 7月8日   | 小島瑠璃子 |
| 12     | 7月15日  | 小島瑠璃子 |
| 13     | 7月22日  | 澤部佑 (ハライチ) |
| 14     | 7月29日  | |
| 15     | 8月5日   | 丘みどり |
| 16     | 8月12日  | |
| 17     | 8月19日  | 吉幾三 |
| 18     | 8月26日  | |
| 19     | 9月2日   | 八代亜紀 |
| 20     | 9月9日   | |
| 21     | 9月16日  | 橋本マナミ |
| 22     | 9月23日  | |
| 23     | 10月14日 | なし（特別編として放送） |
| 24     | 10月21日 | |
| 25     | 10月28日 | いしのようこ |
| 26     | 11月4日  | |
| 27     | 11月11日 | 加藤茶 |
| 28     | 11月18日 | |
| 29     | 11月25日 | 柴田理恵 |
| 30     | 12月2日  | |
| 31     | 12月9日  | 壇蜜 |
| 32     | 12月16日 | |
| 33     | 12月23日 | かまいたち（山内健司・濱家隆一） |
| SP2    | 12月28日 | ザ・ドリフターズ（加藤茶・仲本工事・高木ブー）、笑福亭鶴瓶、ダウンタウン（浜田雅功・松本人志）、 氷川きよし、研ナオコ、和田アキ子、優香、二階堂ふみ、肥後克広、上島竜兵 |
| 2021年 |          | |
| 34     | 1月13日  | かまいたち（山内健司・濱家隆一） |
| 35     | 1月20日  | 渡辺徹 |
| 36     | 1月27日  | 渡辺徹 |
| 37     | 2月3日   | 島崎和歌子 |
| 38     | 2月10日  | 磯山さやか |
| 39     | 2月17日  | 梅沢富美男 |
| 40     | 2月24日  | 梅沢富美男 |
| 41     | 3月3日   | 優香 |
| 42     | 3月10日  | 優香 |
| 43     | 3月17日  | なし（爆笑コント集として放送） |
| 44     | 3月24日  | なし（爆笑コント集として放送） |

※9月30日（29日深夜）、10月7日（6日深夜）、12月30日（29日深夜）、1月6日（5日深夜）は特別番組放送のため休止。

## エピソード
吉幾三が出演回（2020年8月25日放送）にて、志村の生前の写真や映像などまとめたシーンが流れ、スタジオにて吉が号泣。その際に、吉曰く「僕はまだ歌ってないんですけど、作った歌があるんです。まだ曲はつけてないんですけど」と、志村の為に作った詞があることを明かし「（志村）けんさんのために作った歌があるんだけども、まだ作ることもできないし、まだ歌うこともできないんです。でも、それは作りたいなと思うし。別にレコードにしなくてもいいんですけど、あなた方（柴田・大悟）に聞かせてあげますから、ギターがある時に」と語った（ちなみに詞の題名は「お前とのブルース」である）。
八代亜紀出演回では、八代自ら描いた志村の写実画を持参・披露。柴田・大悟の写実画も披露。それぞれスタジオに飾ることになった。

## ネット局
※基本的に先代番組同様、関東ローカル向けの番組だが、実質的にはローカルセールス扱いとして放送されている。
- スポーツ中継や火9ドラマの初回・最終回拡大スペシャルなどで時間が繰り下がる場合がある。

| 放送対象地域 | 放送局            | 系列           | 放送開始日                    | 放送日時                     | 備考       |
| ------------ | ----------------- | -------------- | ----------------------------- | ---------------------------- | ---------- |
| 関東広域圏   | フジテレビ        | フジテレビ系列 | 2020年4月29日 - 2021年3月24日 | 水曜 0:55 - 1:25（火曜深夜） | 制作局     |
| 福島県       | 福島テレビ        | フジテレビ系列 | 2020年4月29日 - 2021年3月24日 | 水曜 0:55 - 1:25（火曜深夜） | 同時ネット |
| 広島県       | テレビ新広島      | フジテレビ系列 | 2020年5月13日 -               | 水曜 0:55 - 1:25（火曜深夜） | 遅れネット |
| 北海道       | 北海道文化放送    | フジテレビ系列 | 2020年5月14日 -               | 木曜 1:20 - 1:50（水曜深夜） | 遅れネット |
| 新潟県       | NST新潟総合テレビ | フジテレビ系列 | 2020年5月16日 - 2021年4月3日  | 土曜 2:00 - 2:30（金曜深夜） | 遅れネット |
| 静岡県       | テレビ静岡        | フジテレビ系列 | 2020年5月17日 -               | 火曜 1:00 - 1:30（月曜深夜） | 遅れネット |
| 秋田県       | 秋田テレビ        | フジテレビ系列 | 2020年5月20日 -               | 水曜 0:55 - 1:25（火曜深夜） | 遅れネット |
| 青森県       | 青森テレビ        | TBS系列        | 2020年5月18日 - 2021年5月3日  | 月曜 0:50 - 1:20（日曜深夜） | 遅れネット |
| 沖縄県       | 沖縄テレビ        | フジテレビ系列 | 2020年5月19日 -               | 月曜 1:00 - 1:30（日曜深夜） | 遅れネット |
| 長野県       | 長野放送          | フジテレビ系列 | 2020年6月2日 -                | 火曜 0:25 - 0:55（月曜深夜） | 遅れネット |
| 福岡県       | テレビ西日本      | フジテレビ系列 | 2020年6月2日 -                | 火曜 0:25 - 0:55（月曜深夜） | 遅れネット |
| 愛媛県       | テレビ愛媛        | フジテレビ系列 | 2020年6月3日 -                | 水曜 0:25 - 1:00（火曜深夜） | 遅れネット |
| 鹿児島県     | 鹿児島テレビ      | フジテレビ系列 | 2020年6月5日 - 2020年10月30日 | 金曜 1:30 - 2:00（木曜深夜） | 遅れネット |
| 熊本県       | テレビ熊本        | フジテレビ系列 | 2020年6月6日 -                | 月曜 2:05 - 2:35（日曜深夜） | 遅れネット |
| 長崎県       | テレビ長崎        | フジテレビ系列 | 2020年7月1日 -                | 木曜 1:00 - 1:35（水曜深夜） | 遅れネット |
| 福井県       | 福井テレビ        | フジテレビ系列 | 2020年8月22日 -               | 不定期放送                   | 遅れネット |
| 兵庫県       | サンテレビ        | 独立U局        | 2020年9月5日 - 2021年7月9日   | 金曜 21:30 - 22:00           | 遅れネット |

## スタッフ
- プロデューサー：井澤健
- ナレーター：斉藤舞子（フジテレビアナウンサー）
- カメラ：藤江雅和
- SW：小林光行
- 音声：松本政利
- 映像：原啓教、石井利幸
- 照明：堀田耕二
- デザイン：別所晃吉
- アートプロデューサー：平山雄大
- アートコーディネーター：谷元沙紀
- 大道具：中村達也
- 大道具操作：三田部義広
- アクリル装飾：村田誠司
- 装飾：菊地誠
- メイク：太田愛
- 衣装：林春来
- 編集：轟禎治（D-Craft）
- ペイント：菊地大介
- 音響：戸辺豊
- MA：大塚大
- 編成：安永英樹、前田泰成（フジテレビ）
- 広報：平井隆（フジテレビ）
- AP：井澤秀治
- AD：藤本大輔
- TK：大村舞
- 美術協力：フジアール
- 技術協力：ニューテレス、IMAGICA、fmt
- 制作協力：エスカンパニー、エクシーズ、テレビックアート
- ディレクター：小倉肇、長谷吉洋
- 演出：戸上浩（エクシーズ）
- 企画制作：イザワオフィス

## ゴールデンタイムにおける特番

### 志村友達 大集合スペシャル
2020年6月21日（日曜日）19:00 - 21:54（JST）に、『志村友達 大集合スペシャル』と題して、3時間の特別番組が放送された。ゴールデン枠における志村の特番は4月1日放送の『志村けんさん追悼特別番組 46年間笑いをありがとう』以来。番組は初のゴールデンタイム・プライムタイムでの放送かつネットワークセールスでの放送で、東海テレビや関西テレビ などの局では初の放送となった。
同特番ではゲストにザ・ドリフターズ（加藤茶、仲本工事、高木ブー）、柄本明、研ナオコ、桑野信義、肥後克広（ダチョウ倶楽部）、上島竜兵（ダチョウ倶楽部）、磯山さやか、渡辺直美が出演。レギュラー放送ではMCの柴田と大悟もゲストで出演している。司会進行は西山喜久恵（フジテレビアナウンサー）が務め、番組セットはレギュラー放送で使われる日本家屋風のものではなく、椅子を並べてバックに志村の遺影、4種類のキャラクター写真、ドリフターズの集合写真といったパネルを並べたものを使用するなど、4月1日の追悼番組に近い構成となった。
番組では深夜コント『志村でナイト』に加えて『ドリフ大爆笑』『志村けんのバカ殿様』『志村けんのだいじょうぶだぁ』といったゴールデン・プライムタイムで放送されたコントを3時間に亘り振り返った。
番組オープニングでは『ドリフ大爆笑』のオープニングを使用。中盤の間奏部分の出演者紹介に続いて、加藤・仲本・高木による再現を行い（ただし、着用していたのは『8時だョ!全員集合』（TBS系）のオープニングで着用していた衣装である）、志村の代役は、志村と親交のあった研（ケンつながり）、いかりや長介の代役はいかりやのモノマネを持ちネタとしている肥後（リーダーつながり）がそれぞれ務めており、衣装も実際に本人が着用したものが使用された。エンディング（一部地域を除く）では『ドリフ大爆笑』エンディングテーマ『さよならするのはつらいけど』を使用、出演者は全員着席した状態で拍手などを行い、加藤の合いの手「うがいしろよ」「手洗いしろよ」「あんまり外出歩くな」「又、お会いしましょう」が入った（『全員集合』と同様）。
平均世帯視聴率（関東地区・リアルタイム）は12.2%（ビデオリサーチ調べ）を記録。
遅れネット
- テレビ山口（tys、TBS系） - 2020年8月16日（日曜日）13:54 - 16:54に放送。
- 青森テレビ（ATV、TBS系） - 2020年8月29日（土曜日）13:00 - 15:54に放送。
- テレビ山梨（UTY、TBS系） - 2020年10月3日（土曜日）13:30 - 16:24に放送[15]。

### ドリフ・バカ殿・志村友達大集合SP
2020年12月28日（月曜日）18:30 - 21:00（JST）に2時間半の特別番組として18年ぶりに月曜日放送。当日はニュース番組風のスタジオセットに、ゲストとして前回に引き続き加藤・仲本・高木、上島・肥後、研ナオコを迎えた。司会は千鳥（大悟・ノブ）と山崎夕貴（フジテレビアナウンサー）。また、スペシャル版では初となる日本家屋風セットでの収録も別パートで行われ、笑福亭鶴瓶、浜田雅功、氷川きよしの3名がゲストで登場した。前回同様オープニングの収録も行われ、志村といかりやの代役は千鳥が担当。エンディング（一部地域を除く）は前回と同じで、今回も最後は加藤の合いの手「風邪ひくなよ」「風呂入ってるか」「コロナに気をつけろ」「また来年お会いしましょう。良いお年をどうぞ」で締めくくった。VTRで和田・優香・松本・二階堂も登場した。

### 春だ!ドリフだ!みんなあつまれ全員集合!
2021年3月28日（日曜日）19:00 - 21:54（JST）に3時間の特別番組として放送。この回ではこれまでの2回の特番と同様、『ドリフ大爆笑』『志村けんのバカ殿様』『志村けんのだいじょうぶだぁ』に加えて、ザ・ドリフターズの代表番組であるTBS系列の『8時だョ!全員集合』と『加トちゃんケンちゃんごきげんテレビ』の傑作コントも振り返るテレビ局の垣根を超えた内容となっている。ナレーションは松元真一郎（フリーアナウンサー）。全編VTR構成でスタジオゲストはなし。なお、放送日翌日の同年3月29日は志村の一周忌にあたる。
平均世帯視聴率は、10.2%（ビデオリサーチ調べ、関東地区）だった。